# Winni Puch

Winni Puch mit Ferkel Pjatatschok auf einer russischen Rubel-Münze von 2018

Winni Puch (russisch Винни Пух) ist eine dreiteilige russische Zeichentrick-Serie von Fjodor Chitruk aus den Jahren 1969 bis 1972 nach dem Buch Pu der Bär von A. A. Milne. Sie gilt als Klassiker des sowjetischen Trickfilms.

## Handlung

### Teil 1: Winni Puch (1969)
Winni Puch hat Hunger und zieht los, um nach Essen zu suchen. Er singt ein fröhliches Lied und kommt schließlich zu einem großen Baum. Der Baum summt und Winni Puch schlussfolgert, dass Bienen in der Nähe sein müssen. Wo Bienen sind, muss wiederum auch Honig sein, und tatsächlich entdeckt Winni Puch beim Beklettern des Baumes in der Baumkrone ein Bienennest. Der Ast, an dem er dabei hängt, bricht jedoch ab und Winni Puch stürzt in die Tiefe. Er begibt sich zu Ferkel (russisch: Pjatatschok), um sich von ihm Ballons zu borgen. Ferkel hat von einem Besuch beim Hasen einen blauen und einen grünen Ballon da und Winni Puch ist begeistert. Ferkel kann mit dem grünen Ballon das Blattwerk imitieren, während er mit dem blauen den Himmel darstellen kann. Die Bienen werden keinen Verdacht schöpfen.
Auf dem Weg zum Baum badet Winni Puch in einer Schlammpfütze, um sich die Gestalt einer Regenwolke zu geben. Auf seine Anweisung hin besorgt Ferkel einen Regenschirm. Winni Puch steigt am Baum mithilfe des Luftballons bis zu dem Bienennest auf, doch schöpfen die Bienen Verdacht. Auch als Winni Puch ein Regenlied anstimmt und Ferkel am Boden eifrig mit aufgeklapptem Schirm baldigen Regen prophezeit, sei am Himmel doch bereits eine dunkle Wolke erschienen, glauben die Bienen Winni Puchs Wolkenimitation nicht. Er beschließt, dass die Bienen einfach falsche Bienen sind und so auch der Honig kein echter sei. Er fordert Ferkel auf, sein Gewehr zu holen und den Ballon zu zerschießen. Nach mehreren missglückten Versuchen gelingt es Ferkel, den Ballon zu treffen und Winni Puch fällt auf die Erde. Nach einigem Schnaufen ziehen er und Ferkel los, um neue Abenteuer zu erleben.

### Teil 2: Winni Puch kommt zu Besuch (1971)
Winni Puch und Ferkel langweilen sich, also beschließen sie, einen Bekannten zu besuchen. Die Wahl fällt auf den Hasen, der von dem Besuch allerdings nicht erbaut ist. Doch die Regeln der Gastfreundschaft gebieten es, die ungebetenen Gäste zu bewirten. Winni Puch greift sich den Honigtopf und schleckt ihn zum Verdruss des Hasen ganz aus. Die Gäste bedanken sich  bei dem Hasen für das Essen und ignorieren dabei dessen Verärgerung.

### Teil 3: Winni Puch und ein Tag voller Sorgen (1972)
Der ewig traurige Esel hat Geburtstag. Winni Puch und Ferkel beschließen, ihm mit Geschenken eine Freude zu machen. Winni Puch stiftet einen alten, allerdings leeren Honigtopf. Ferkel will dem Esel einen Luftballon schenken. Doch auf dem Weg zu dessen Haus fällt Ferkel hin, und der Luftballon platzt. Doch finden beide doch noch einen Weg, den Esel zu erfreuen: Sie erklären ihm, wie schön es doch nun sei, dass der – geplatzte – Luftballon nun in den Honigtopf passt. Die Feier endet mit einem Ringeltanz aller Gäste, in die der Esel mit einem fröhlichen „I-ah“ einstimmt.

## Produktion
Die Titelrolle synchronisierte der berühmte Schauspieler Jewgeni Leonow. Da die Moskauer Produzenten nicht die Rechte erworben hatten, protestierten die Erben von A. A. Milne gegen die Produktion. Sie wurde daher nach drei Folgen eingestellt: Alle drei Winnie-Pooh-Geschichten sind russische Animationsklassiker für Kinder geworden und werden regelmäßig im russischen Fernsehen gezeigt. Nach dem Zerfall der Sowjetunion 1991, als russische Sender begannen, Disney-Filme auszustrahlen, wurde die Serie in der Presse als Symbol für die russische Kultur gegenüber der angeblich flachen US-amerikanischen Massenkultur verteidigt.
Der handgezeichnete Film enthält mehrere Lieder, gesungen von Winni Puch (Stimme: Jewgeni Leonow) und Ferkel.

## Auszeichnung
Fjodor Chitruk erhielt für seine Winni-Puch-Filme 1976 den Staatspreis der UdSSR.